# X.Org
X.Org Server (geralmente abreviado para Xorg Server, XServer ou apenas Xorg) é a implementação livre e de código aberto de servidor de exibição para o sistema de janelas X11 gerenciado pela X.Org Foundation, que é hospedada pela freedesktop.org, e concede acesso público ao padrão das liberações do X Window para os esforços da comunidade de software livre e de código aberto.
Os serviços com os quais a X.Org Foundation suporta o X Server incluem os pacotes das liberações, certificação (para uma taxa), avaliação de melhorias de código, o desenvolvimento do site web e a manipulação da distribuição de doações monetárias. Os lançamentos são codificados, documentados e empacotados pelos desenvolvedores mundiais.
As implementações do lado do cliente do protocolo estão disponíveis através das bibliotecas Xlib e XCB.

## História

Um servidor de exibição, como o X.Org Server, implementa o sistema de janelas e serve seus clientes.

A atual X.Org Foundation foi criada em 2004, quando o organismo que supervisionou as normas X e publicou a implementação de referência oficial juntou forças com os ex-desenvolvedores do XFree86.
A X11R6.7.0, primeira versão do X.Org Server, foi um fork do XFree86 4.4 RC2. A principal razão para o fork foi um desentendimento sobre a nova licença para a versão final do XFree86 4.4. Entretanto vários desentendimentos entre os contribuintes já haviam surgido antes da separação. A partir daí muitos dos desenvolvedores do XFree86 se juntaram ao projeto X.Org Server.
A release X11R7.0.0 trouxe um sistema de construção modular baseado no GNU Autotools. Enquanto até a versão 6.9.0 usava-se o velho imake. O caminho modular (usando GNU Autotools), portanto, parece ser a direção futura do servidor X.Org. Também os binários do X11 mudaram de sua própria árvore de subdiretórios /usr/X11R6  para a árvore global /usr  em muitos sistemas Unix.

## Adoção
O X.Org Server é muito popular em sistemas operacionais Unix-like, sendo adotado na maioria das distribuições Linux e variantes BSD. Apesar de estar incluído no Solaris da Sun Microsystems, é o de-facto um servidor para sistemas x86. Sistemas baseados em SPARC  quase exclusivamente usam o servidor de propriedade da Sun Microsystems Xsun, pois o driver de suporte gráfico da Sun para o X.Org é muito limitado. Ele também é usado no Cygwin/X, Cygwin aplicação do servidor X para Microsoft Windows, no VcXsrv e Xming. Mac OS X anterior à 10.5 ("Leopard") eram fornecidos com um servidor baseado no XFree86, mas a partir da versão 10.5. o servidor X é baseado no código base do X.Org.